# Estádio Tres de Marzo
O Estádio Tres de Marzo se localiza em Zapopan, Jalisco, México – município este que integra a Região Metropolitana de Guadalajara. De propriedade da Universidade Autônoma de Guadalajara (UAG), é sede do Club Deportivo Estudiantes Tecos, que disputa a primeira divisão do Campeonato Mexicano de Futebol. Possui uma capacidade para 30.015 espectadores e foi construído dentro do campus da UAG. Seu nome é uma referência à data de fundação da universidade – 3 de março de 1935.

## Construção
Devido à necessidade de acomodar o time de futebol da UAG, à época na terceira divisão do Campeonato Mexicano, a construção do estádio começou em 1971. As arquibancadas de metal, pré-fabricadas, tinham uma capacidade para cerca de 3.000 espectadores. Devido à ascensão do time para a segunda divisão em 1973 e, segundo as regras da Federación Mexicana de Fútbol Asociación (FMF), novas arquibancadas, de concreto, foram construídas na beira do campo. Isto fez com que o estádio obtivesse capacidade máxima para 15.000 pessoas, o mínimo exigido para um time de segunda divisão.
Em 1975, após o Tecos ascender à primeira divisão, as arquibancadas foram novamente remodeladas para atingir as demandas mínimas da FMF – o estádio deveria atender a, no mínimo, 25.000 pessoas. O estádio foi remodelado novamente para sediar três jogos da Copa do Mundo FIFA de 1986, o que elevou sua capacidade para o número atual de 30.015 pessoas. Em 1999, o Estádio Tres de Marzo passou por sua última grande reforma, que incluiu melhoras como um novo gramado e sistema de drenagem.

## Copa do Mundo FIFA de 1986
O Estádio Tres de Marzo foi sede de três jogos da Copa do Mundo FIFA de 1986, sediada pelo México.
| Data       | Horário (CST/UTC-6) | Time 1   | Resultado | Time 2           | Rodada  | Espectadores |
| ---------- | ------------------- | -------- | --------- | ---------------- | ------- | ------------ |
| 1986-06-03 | 12.00               | Argélia  | 1-1       | Irlanda do Norte | Grupo D | 22,000       |
| 1986-06-07 | 12.00               | Espanha  | 2–1       | Irlanda do Norte | Grupo D | 28,000       |
| 1986-06-11 | 16.00               | Marrocos | 3–1       | Portugal         | Grupo F | 24,000       |

## Shows
- 8–9 de fevereiro de 2003 - Shakira, Tour of the Mongoose
- 1.° de março de 2010 - Metallica, World Magnetic Tour
- 5 de abril de 2011- Shakira, The Sun Comes Out World Tour
- 3 de maio de 2011 - Lady Gaga, The Monster Ball Tour
- 1.° de dezembro de 2011 - Britney Spears, Femme Fatale Tour
- 14 de outubro de 2018 -  Shakira, El Dorado World Tour
- 26 e 27 de novembro de 2023 - RBD, Soy Rebelde Tour